# Sparbankseken

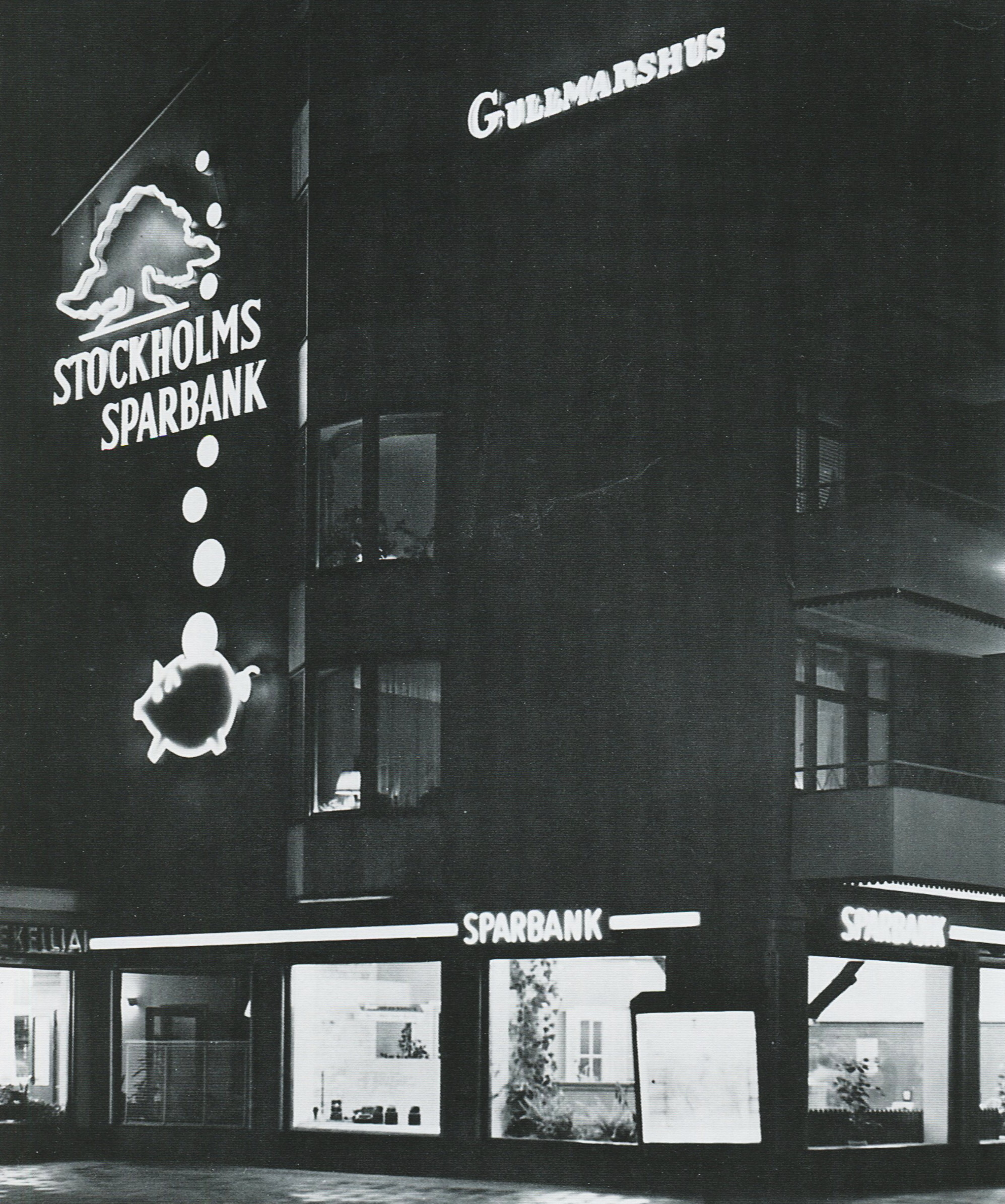
Sparbankens spargris på Gullmarshuset i Stockholm, 1952

Sparbankseken är en logotyp som skapades för de svenska sparbankerna.
Sparbankseken har sitt ursprung i en symbol använd av Oppunda härads sparbank och hämtades från Oppunda häradsvapen. Det har omtvistats huruvida detta första träd verkligen var en ek, men enligt skaparen Josef Hugo Jönsson var det dock en ek.
1928 skapades den första eken som symbol för Sparbanken som helhet. Den ritades av konstnären Akke Kumlien. 1932 registrerades den som sparbankens varumärke. Tecknaren Arvid Olsson skapade 1940 en annan typ av ek för en reklamfilm för Sparbanken. Nya versioner av eken lanserades 1942, 1981 och 1991. En ny variant av sparbankseken tecknades 1997 av Lars Hall. Som förebild lär han ha haft ett vackert, ensamstående träd på ett fält strax söder om Uppsala.
Spareken har också funnits i form av en animerad ljusreklam på Gullmarsplan i Stockholm, där "ekollon" i form av guldmynt föll ner i en under eken stående spargris. Den skylten är numera riven, till sorg för dem som velat ha den kvar som kulturminnesmärke (se Sparbankens spargris, Gullmarsplan).